# Merzig
Merzig är en stad i Landkreis Merzig-Wadern i förbundslandet Saarland i Tyskland.